# جورج ويتفيلد جونيور
جورج ويتفيلد جونيور (بالإنجليزية: George Whitfield Jr.)‏ هو لاعب كرة قدم أمريكية أمريكي، ولد في 23 نوفمبر 1977 في ويتشيتا في الولايات المتحدة.